# Попов Микола Іванович (військовий)
Микола Іванович Попов (2 грудня 1930, село Бєловка, тепер Богатовського району Самарської області Російська Федерація — 16 липня 2008, місто Москва) — радянський військовий діяч, командувач військ Сибірського і Туркестанського військових округів, головнокомандувач військ Південного напрямку, генерал армії (16.02.1988). Член Центральної Ревізійної комісії КПРС у 1986—1990 роках. Депутат Верховної Ради СРСР 11-го скликання. Народний депутат СРСР у 1989—1991 роках.

## Життєпис
З 1948 року — в Радянській армії. У 1948—1951 роках — курсант Саратовського танкового училища. У 1951—1955 роках — командир танкового взводу.
Член КПРС з 1953 року.
У 1955—1959 роках — командир навчальної роти окремого танкового батальйону.
У 1959—1961 роках — слухач Військової академії бронетанкових військ.
У 1961—1963 роках — командир танкового батальйону, в 1963—1965 роках — заступник командира танкового полку. У 1965—1968 роках — командир навчального танкового полку в Уральському військовому окрузі.
У 1968—1970 роках — слухач Військової академії Генерального штабу Збройних сил СРСР імені Ворошилова.
У липні 1970 — серпні 1973 року — командир 45-ї гвардійської мотострілецької дивізії.
У серпні 1973 — липні 1975 року — начальник штабу — 1-й заступник командувача 1-ї гвардійської танкової армії.
У липні 1975 — квітні 1979 року — командувач 1-ї гвардійської танкової Червонопрапорної армії Групи радянських військ у Німеччині (штаб армії — в місті Дрезден).
У 1978 році закінчив Вищі академічні курси при Військовій академії Генерального штабу.
У квітні 1979 — жовтні 1981 року — начальник штабу — 1-й заступник командувача військ Далекосхідного військового округу.
У жовтні 1981 — вересні 1984 року — командувач військ Сибірського військового округу.
У вересні 1984 — січні 1989 року — командувач військ Туркестанського військового округу. Брав участь у керівництві бойовими діями Обмеженого контингенту радянських військ в Демократичній Республіці Афганістан.
У січні 1989 — березні 1992 року — головнокомандувач військ Південного напрямку. У березні — червні 1992 року — командувач військ Південного напрямку.
З червня 1992 року — у відставці в Москві.
Помер 16 липня 2008 року. Похований у Москві на Троєкуровському цвинтарі.

## Військові звання
- генерал-майор танкових військ (15.12.1971)
- генерал-лейтенант танкових військ (13.02.1976)
- генерал-полковник (10.02.1981)
- генерал армії (16.02.1988)

## Нагороди
- орден Леніна
- орден Червоного Прапора
- орден Червоної Зірки
- орден «За службу Батьківщині у Збройних Силах СРСР» ІІ ст.
- орден «За службу Батьківщині у Збройних Силах СРСР» ІІІ ст.
- медалі